# Ballerina (calzatura)

Esposizione di ballerine all'interno di un negozio

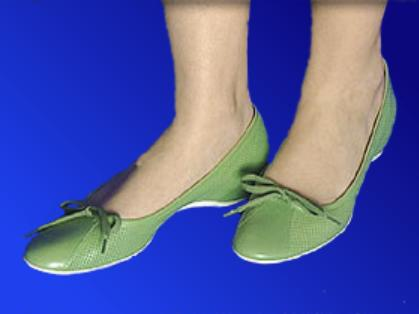
Ballerine con stringhe

La ballerina è una scarpa ispirata alle scarpe da danza utilizzate dalle ballerine di danza classica (da cui il nome).
Le ballerine possiedono una suola molto sottile, non hanno tacco o comunque possiedono un tacco molto basso, e lasciano abbondantemente scoperta la parte superiore del piede. Nella loro parte anteriore possono essere decorate con stringhe o altri ornamenti estetici. Sono generalmente abbinate a un abbigliamento casual, anche se i modelli più eleganti si adattano bene pure a un abbigliamento più formale.

## Storia
Le ballerine vennero introdotte agli inizi degli anni 1930 da Jacob Bloch, un calzolaio di origini russe che dopo essersi trasferito in Australia si stabilì a Londra cominciando a produrre su ordinazione scarpe da danza migliorate. Più tardi, nel 1947, Rose Repetto, madre del ballerino e coreografo Roland Petit e fondatrice dell'omonima azienda, presentò in Francia una versione ulteriormente migliorata delle scarpe da danza sospinta dalle necessità di suo figlio che chiedeva delle scarpe più comode. Capezio ne riprese l'idea creando delle ballerine di vernice con nastri alla caviglia.
Le ballerine divennero popolari durante gli anni 1950 grazie a dive cinematografiche come Brigitte Bardot, che ne indossò un modello creato da Repetto nel film E Dio creò la donna, e Audrey Hepburn che ne indossò dei modelli firmati Ferragamo nei film Vacanze romane e Cenerentola a Parigi.